# Parcul Național Nambung

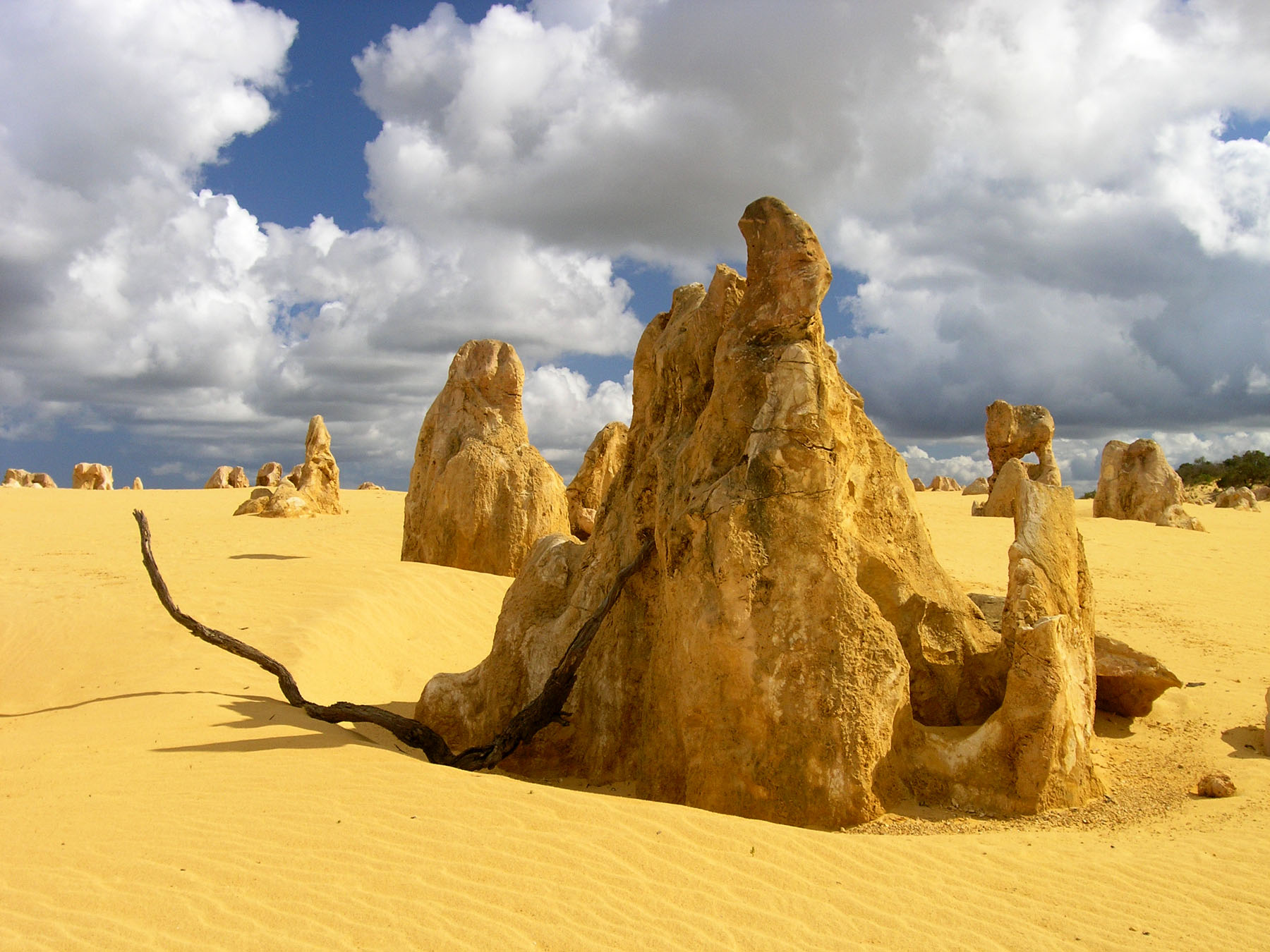
Parcul Național Nambung

Parcul Național Nambung (engl. Nambung National Park) se află în apropiere de Cervantes, Western Australia și la 245 km nord de orașul Perth. El se întinde de-a lungul coastei Swan Coastal Plain, Australia de Vest. Principalul punct de atracție al parcului sunt formațiunile calcaroase ce ating înălțimea de 4 m, numite "Pinnacles". De unde regiunea este numită Pinnacles Desert, deșertul se întinde numai pe o suprafață de 4 km2, fiind numai o mică parte a parcului care are suprafața de 2.645.615 km².